# Список депутатов Совета Федерации (1993—1996)
В соответствии с Указом Президента Российской Федерации от 11 октября 1993 г. № 1626 «О выборах в Совет Федерации Федерального Собрания Российской Федерации» выборы в Совет Федерации были назначены на 12 декабря 1993 г.
В соответствии с Положением о выборах депутатов Совета Федерации Федерального Собрания Российской Федерации в 1993 году, утвержденным этим Указом, в Совет Федерации избирались по два депутата от каждого субъекта Российской Федерации. Депутаты Совета Федерации избирались на основе мажоритарной системы по двухмандатным (один округ — два депутата) избирательным округам, образуемым в рамках административных границ субъектов Российской Федерации.
Полномочия 171 депутата Совета Федерации первого созыва, избранного 12 декабря 1993 г., признаны постановлением Совета Федерации от 11 января 1994 г. № 2-I СФ.
В соответствии с Федеральным законом от 8 мая 1994 г. № 3-ФЗ «О статусе депутата Совета Федерации и статусе депутата Государственной Думы Федерального Собрания Российской Федерации» и Регламентом Совета Федерации первого созыва, принятым постановлением Совета Федерации от 28 июля 1994 г. № 200-I СФ, полномочия Совета Федерации первого созыва прекратились с момента начала работы Совета Федерации нового созыва (то есть 23 января 1996 г.).
Полномочия депутатов Совета Федерации Абдулатипова Р. Г., Гончара Н. Н., Зволинского В. П., Иванченко Л. А., Кареловой Г. Н., Короткова Л. В., Курочкина В. В., Лодкина Ю. Е., Мизулиной Е. Б., Ойнвида Г. М., Побединской Л. В., Романова П. В., Сергеенкова В. Н., Смолина О. Н., Цветкова В. И. были прекращены досрочно 15 января 1996 г. в связи с избранием их 17 декабря 1995 г. депутатами Государственной Думы.

## Список депутатов (сенаторов) Совета Федерации
| ФИО                                | Округ                                | Должность на момент избрания и в период работы в СФ | *  | Срок полномочий                                               |
| ---------------------------------- | ------------------------------------ | --- | -- | ------------------------------------------------------------- |
| Абдулатипов Рамазан Гаджимурадович | Дагестанский (№ 5)                   | 1-й заместитель председателя Государственного комитета РФ по делам Федерации и национальностей (до 21.03.1994); 1-й заместитель министра РФ по делам национальностей и региональной политике (до 29.03.1994) | ↓↓ | до 15 января 1996 г.                                          |
| Адров Валерий Михайлович           | Астраханский (№ 30)                  | представитель Президента РФ в Астраханской области |    |                                                               |
| Антонов Геннадий Алексеевич        | Биробиджанский (№ 79)                | временно не работающий (бывший заместитель председателя облсовета Еврейской автономной области); заместитель главы администрации Еврейской автономной области (с 1994 г.) |    |                                                               |
| Арбузов Валерий Петрович           | Костромской (№ 44)                   | глава администрации Костромской области | ↓  |                                                               |
| Асланиди, Александр Валентинович   | Кемеровский (№ 42)                   | заместитель редактора «Нашей газеты» (г. Осинники) |    |                                                               |
| Асочаков Андрей Серафимович        | Хакасский (№ 19)                     | постоянный представитель Республики Хакасия при Президенте РФ |    |                                                               |
| Аушев Руслан Султанович            | Ингушский (№ 6)                      | Президент Республики Ингушетия | ↓  |                                                               |
| Аюшиев Болот Ванданович            | Агинский Бурятский (№ 80)            | председатель Совета народных депутатов Агинского Бурятского автономного округа (до 1994 года); глава администрации Агинского Бурятского автономного округа (с 13.01.1996) | ↓  |                                                               |
| Аяцков Дмитрий Фёдорович           | Саратовский (№ 64)                   | 1-й заместитель главы администрации города Саратова | ↓↓ |                                                               |
| Балакшин Павел Николаевич          | Архангельский (№ 29)                 | глава администрации Архангельской области | ↓  |                                                               |
| Батагаев Алексей Николаевич        | Усть-Ордынский (№ 85)                | глава администрации Усть-Ордынского Бурятского автономного округа | ↓  |                                                               |
| Белых Юрий Васильевич              | Саратовский (№ 64)                   | глава администрации Саратовской области | ↓  |                                                               |
| Беляев Александр Николаевич        | Санкт-Петербургский (№ 78)           | президент Фонда содействия проведению демократических реформ |    |                                                               |
| Беляков Александр Семёнович        | Ленинградский (№ 47)                 | глава администрации Ленинградской области | ↓  |                                                               |
| Бесхмельницын Михаил Иванович      | Белгородский (№ 31)                  | временно не работающий (бывший председатель Белгородского облсовета); председатель правления Белэкономбанка (с 1994 г.); аудитор Счётной Палаты Российской Федерации (с 11.04.1995) |    |                                                               |
| Блинников Сергей Петрович          | Карельский (№ 10)                    | председатель Совета Министров Республики Карелия (до июля 1994 г.) |    |                                                               |
| Богомолов Олег Алексеевич          | Курганский (№ 45)                    | временно не работающий (бывший председатель Курганского облсовета); председатель Курганской областной думы (с апреля 1994 г.) | ↓  |                                                               |
| Болдырев Юрий Юрьевич              | Санкт-Петербургский (№ 78)           | ведущий научный сотрудник Центра экономических и политических исследований «Эпицентр» |    |                                                               |
| Булгаков Виктор Кирсанович         | Хабаровский (№ 27)                   | ректор Хабаровского государственного технического университета |    |                                                               |
| Викторов Валерьян Николаевич       | Чувашский (№ 21)                     | председатель Совета Министров Чувашской Республики |    |                                                               |
| Власов Юрий Васильевич             | Владимирский (№ 33)                  | глава администрации Владимирской области | ↓  |                                                               |
| Водянов Михаил Юрьевич             | Коми-Пермяцкий (№ 81)                | главный врач Коми-Пермяцкого окружного наркологического диспансера |    |                                                               |
| Волков Александр Александрович     | Удмурсткий (№ 18)                    | председатель Совета Министров Удмуртской Республики; председатель Государственного Совета Удмуртской Республики (с апреля 1995 г.) | ↓  |                                                               |
| Волков Николай Михайлович          | Биробиджанский (№ 79)                | глава администрации Еврейской автономной области | ↓  |                                                               |
| Воробьёв Александр Васильевич      | Воронежский (№ 36)                   | начальник контрольного управления администрации Воронежской области |    |                                                               |
| Гаер Евдокия Александровна         | Приморский (№ 25)                    | заместитель председателя Государственного комитета РФ по социально-экономическому развитию Севера (до января 1994 г.) |    |                                                               |
| Галазов Ахсарбек Хаджимурзаевич    | Северо-Осетинский (№ 15)             | председатель Верховного Совета Республики Северная Осетия; Президент Республики Северная Осетия (с января 1994 г.) | ↓  |                                                               |
| Гладков Игорь Евгеньевич           | Ивановский (№ 37)                    | заместитель генерального директора АО «Ивановоискож» |    |                                                               |
| Глушенков Анатолий Егорович        | Смоленский (№ 67)                    | глава администрации Смоленской области | ↓  |                                                               |
| Головатов Александр Васильевич     | Калмыцкий (№ 8)                      | председатель Государственного комитета Республики Калмыкия по управлению государственным имуществом |    |                                                               |
| Голышев Павел Александрович        | Иркутский (№ 38)                     | временно не работающий (ранее — президент фирмы «Агродорспецстрой») |    |                                                               |
| Гончар Николай Николаевич          | Московский городской (№ 77)          | временно не работающий (бывший председатель Моссовета) |    | до 15 января 1996 г.                                          |
| Горбунов Павел Иванович            | Тамбовский (№ 68)                    | генеральный директор АО «Фирма жилищная инициатива — Тамбов» |    |                                                               |
| Горячев Юрий Фролович              | Ульяновский (№ 73)                   | глава администрации Ульяновской области | ↓  |                                                               |
| Григорьева Людмила Алексеевна      | Камчатский (№ 41)                    | заместитель начальника главного управления Центрального банка РФ по Камчатской области |    |                                                               |
| Гуркалов Павел Иванович            | Оренбургский (№ 56)                  | генеральный директор АО «Носта» |    |                                                               |
| Густов Вадим Анатольевич           | Ленинградский (№ 47)                 | временно не работающий (бывший председатель Ленинградского облсовета) | ↓↓ |                                                               |
| Демичев Алексей Петрович           | Калужский (№ 40)                     | генеральный директор акционерного общества (совхоза) «Ерденевский»; 1-й заместитель главы администрации Калужской области (с 1994 г.) |    |                                                               |
| Десятников Василий Алексеевич      | Кировский (№ 43)                     | глава администрации Кировской области | ↓  |                                                               |
| Джаримов Аслан Алиевич             | Адыгейский (№ 1)                     | Президент, председатель Кабинета министров — Правительства Республики Адыгея | ↓  |                                                               |
| Довгялло Александр Иванович        | Читинский (№ 75)                     | начальник Забайкальской железной дороги (до июня 1995 г.) |    |                                                               |
| Долголаптев Анатолий Васильевич    | Московский областной (№ 50)          | 1-й заместитель главы администрации Московской области |    |                                                               |
| Егоров Николай Дмитриевич          | Краснодарский (№ 23)                 | глава администрации Краснодарского края (до июня 1994 г.); министр РФ по делам национальностей и региональной политике (16 мая 1994 — 30 июня 1995), заместитель Председателя Правительства РФ (7 декабря 1994 — 30 июня 1995); помощник Президента РФ (17 августа 1995 — 15 января 1996); руководитель Администрации Президента РФ (с 15 января 1996 г.) | ↓↓ |                                                               |
| Егоров Николай Сергеевич           | Владимирский (№ 33)                  | представитель Президента РФ во Владимирской области |    |                                                               |
| Елагин Владимир Васильевич         | Оренбургский (№ 56)                  | глава администрации Оренбургской области | ↓  |                                                               |
| Епимахов Александр Леонидович      | Орловский (№ 57)                     | преподаватель Мценского металлургического техникума |    |                                                               |
| Ермаков Сергей Николаевич          | Ульяновский (№ 73)                   | мэр города Ульяновска |    |                                                               |
| Ерошин Евгений Фёдорович           | Архангельский (№ 29)                 | председатель ТОО «Котласский завод силикатного кирпича» |    |                                                               |
| Жамбалов Намдак                    | Агинский Бурятский (№ 80)            | главный врач Могойтуйского территориального медицинского отделения |    |                                                               |
| Зволинский Вячеслав Петрович       | Астраханский (№ 30)                  | генеральный директор НПО «Нижняя Волга» |    | до 15 января 1996 г.                                          |
| Зеленкин Виталий Афанасьевич       | Пермский (№ 59)                      | директор регионального отделения Международного фонда содействия приватизации и иностранным инвестициям |    |                                                               |
| Зенкин Анатолий Александрович      | Марийский (№ 12)                     | 1-й заместитель председателя Верховного Совета Республики Марий Эл |    |                                                               |
| Зубов Валерий Михайлович           | Енисейский (№ 24)                    | глава администрации Красноярского края | ↓  |                                                               |
| Иванова Людмила Александровна      | Мордовский (№ 13)                    | главный специалист Министерства труда и занятости населения Республики Мордовия |    |                                                               |
| Иванченко Леонид Андреевич         | Ростовский (№ 61)                    | генеральный директор АО «Светлана» |    | до 15 января 1996 г.                                          |
| Иевлев Сергей Викторович           | Мурманский (№ 51)                    | президент ассоциации «Арктиксервис» |    |                                                               |
| Илюмжинов Кирсан Николаевич        | Калмыцкий (№ 8)                      | Президент Республики Калмыкия — Хальмг Тангч | ↓  |                                                               |
| Индинок Иван Иванович              | Новосибирский (№ 54)                 | и. о. главы администрации, с 18 декабря 1993 г. — глава администрации Новосибирской области (до декабря 1995 г.) |    |                                                               |
| Исаев Михаил Васильевич            | Челябинский (№ 74)                   | президент Уральской инвестиционно-холдинговой компании «Выбор» |    | избран 15 мая 1994 г., полномочия признаны 31 мая 1994 г.     |
| Ишаев Виктор Иванович              | Хабаровский (№ 27)                   | глава администрации Хабаровского края | ↓  |                                                               |
| Калашников Александр Серафимович   | Пензенский (№ 58)                    | глава администрации города Пензы |    |                                                               |
| Кара-Сал Владимир Бораевич         | Тувинский (№ 17)                     | министр внутренних дел Республики Тыва; заместитель председателя Правительства Республики Тыва (с 1994 г.) |    |                                                               |
| Карелова Галина Николаевна         | Свердловский (№ 66)                  | временно не работающая (бывшая заместитель председателя Свердловского облсовета) |    | до 15 января 1996 г.                                          |
| Кислицын Вячеслав Александрович    | Марийский (№ 12)                     | глава администрации Медведевского района | ↓↓ |                                                               |
| Ковалёв Александр Яковлевич        | Воронежский (№ 36)                   | глава администрации Воронежской области | ↓  |                                                               |
| Ковлягин Анатолий Фёдорович        | Пензенский (№ 58)                    | глава администрации Пензенской области | ↓  |                                                               |
| Коков Валерий Мухамедович          | Кабардино-Балкарский (№ 7)           | Президент Кабардино-Балкарской Республики | ↓  |                                                               |
| Комаровский Юрий Владимирович      | Ненецкий (№ 83)                      | глава администрации Ненецкого автономного округа | ↓  |                                                               |
| Кондратенко Николай Игнатович      | Краснодарский (№ 23)                 | заместитель генерального директора предприятия «Резервтабак» | ↓↓ |                                                               |
| Копсов Анатолий Яковлевич          | Башкирский (№ 2)                     | председатель Совета Министров Республики Башкортостан (до июля 1994 г.); начальник департамента «Центрэнерго» РАО «ЕЭС России» (с июля 1994 г.) |    |                                                               |
| Корепанов Сергей Евгеньевич        | Ямало-Ненецкий (№ 89)                | директор представительства РАО «Газпром» в Салехарде | ↓↓ |                                                               |
| Коробов Борис Константинович       | Костромской (№ 44)                   | глава администрации города Костромы |    |                                                               |
| Королёв Олег Петрович              | Липецкий (№ 48)                      | временно не работающий (бывший председатель Липецкого облсовета); председатель Липецкого областного Собрания депутатов (с апреля 1994 г.) | ↓  |                                                               |
| Коротков Леонид Викторович         | Амурский (№ 28)                      | заведующий отделом редакции газеты «Амурская правда» |    | до 15 января 1996 г.                                          |
| Костоев Исса Магомедович           | Ингушский (№ 6)                      | начальник отдела Генеральной прокуратуры РФ | ↓↓ |                                                               |
| Котесова Людмила Степановна        | Чукотский (№ 87)                     | начальник управления юстиции администрации Чукотского автономного округа |    |                                                               |
| Краснояров Евгений Алексеевич      | Сахалинский (№ 65)                   | глава администрации Сахалинской области; заместитель председателя Комитета РФ по рыболовству (с 24.04.1995) |    |                                                               |
| Кресс Виктор Мельхиорович          | Томский (№ 70)                       | глава администрации Томской области | ↓  |                                                               |
| Крестьянинов Евгений Владимирович  | Нижегородский (№ 52)                 | временно не работающий (бывший председатель Нижегородского облсовета; представитель Президента РФ в Нижегородской области (с 18.04.1994) |    |                                                               |
| Кузнецов Евгений Семёнович         | Ставропольский (№ 26)                | глава администрации Ставропольского края (до 30.06.1995 г.) |    |                                                               |
| Кулаковский Алексей Викторович     | Ставропольский (№ 26)                | представитель Президента РФ в Ставропольском крае, глава администрации Кавказских Минеральных Вод |    |                                                               |
| Кураков Лев Пантелеймонович        | Чувашский (№ 21)                     | ректор Чувашского государственного университета им. И.Н. Ульянова, президент Академии наук Чувашской Республики | ↓↓ |                                                               |
| Курочкин Виктор Васильевич         | Читинский (№ 75)                     | редактор «Народной газеты» |    | до 15 января 1996 г.                                          |
| Левитан Сергей Владимирович        | Пермский (№ 59)                      | президент концерна «НОСТРОМО» |    |                                                               |
| Леушкин Сергей Геннадьевич         | Корякский (№ 82)                     | глава администрации Корякского автономного округа | ↓  |                                                               |
| Лисицын Анатолий Иванович          | Ярославский (№ 76)                   | глава администрации Ярославской области | ↓  |                                                               |
| Лихачёв Владимир Николаевич        | Курский (№ 46)                       | временно не работающий (бывший председатель Курского облсовета); директор по сельскому хозяйству АО «Лебединский ГОК» (с 1994 г.) |    |                                                               |
| Лодкин Юрий Евгеньевич             | Брянский (№ 32)                      | временно не работающий (до сентября 1993 г. — глава администрации Брянской области) | ↓↓ | до 15 января 1996 г.                                          |
| Любимов Вячеслав Николаевич        | Рязанский (№ 62)                     | временно не работающий (бывший член Верховного Совета РФ на постоянной основе); аудитор Счётной палаты РФ (с 23.05.1995) | ↓↓ |                                                               |
| Магомедов Магомедали Магомедович   | Дагестанский (№ 5)                   | председатель Верховного Совета Республики Дагестан; председатель Государственного Совета Республики Дагестан (с 1994 г.) | ↓  |                                                               |
| Мананников Алексей Петрович        | Новосибирский (№ 54)                 | временно не работающий (бывший член Верховного Совета РФ на постоянной основе) |    |                                                               |
| Маточкин Юрий Семёнович            | Калининградский (№ 39)               | глава администрации Калининградской области | ↓  |                                                               |
| Мизулина Елена Борисовна           | Ярославский (№ 76)                   | профессор кафедры уголовного права и процесса Ярославского государственного университета |    | до 15 января 1996 г.                                          |
| Мухаметшин Фарид Хайруллович       | Татарстанский (№ 16)                 | председатель Верховного Совета Республики Татарстан; председатель Правительства Республики Татарстан (с января 1995 г.) | ↓↓ | избран 13 марта 1994 г., полномочия признаны 5 апреля 1994 г. |
| Наздратенко Евгений Иванович       | Приморский (№ 25)                    | глава администрации Приморского края | ↓  |                                                               |
| Наролин Михаил Тихонович           | Липецкий (№ 48)                      | глава администрации Липецкой области | ↓  |                                                               |
| Неделин Геннадий Павлович          | Таймырский (Долгано-Ненецкий) (№ 84) | глава администрации Таймырского (Долгано-Ненецкого) автономного округа | ↓  |                                                               |
| Неёлов Юрий Васильевич             | Ямало-Ненецкий (№ 89)                | глава администрации Ямало-Ненецкого автономного округа | ↓  | избран 6 марта 1994 г., полномочия признаны 17 марта 1994 г.  |
| Немцов Борис Ефимович              | Нижегородский (№ 52)                 | глава администрации Нижегородской области; одновременно представитель Президента РФ в Нижегородской области (до 18.04.1994) | ↓  |                                                               |
| Николаев Михаил Ефимович           | Якутский (№ 14)                      | президент Республики Саха (Якутия) | ↓  |                                                               |
| Нимаева Лидия Чимитовна            | Бурятский (№ 3)                      | и. о. председателя Комитета по науке Верховного Совета Республики Бурятия; заместитель председателя Правительства Республики Бурятия по социально-культурным вопросам (с 1994 г.) |    |                                                               |
| Ножиков Юрий Абрамович             | Иркутский (№ 38)                     | глава администрации Иркутской области; Губернатор Иркутской области (с июня 1994 г.) | ↓  |                                                               |
| Овсянников Валерий Иванович        | Курганский (№ 45)                    | директор опытно-производственного хозяйства «Батуринское» |    |                                                               |
| Ойнвид Григорий Михайлович         | Корякский (№ 82)                     | представитель Президента РФ в Корякском автономном округе |    | до 15 января 1996 г.                                          |
| Ооржак Шериг-оол Дизижикович       | Тувинский (№ 17)                     | Президент, председатель Правительства Республики Тыва | ↓  |                                                               |
| Павлов Евгений Александрович       | Тюменский (№ 72)                     | временно не работающий (бывший пресс-секретарь Тюменского облсовета) |    |                                                               |
| Петров Владимир Иванович           | Горно-Алтайский (№ 4)                | председатель Правительства Республики Алтай | ↓  |                                                               |
| Побединская Людмила Васильевна     | Мурманский (№ 51)                    | управляющая делами администрации Мурманской области |    | до 15 января 1996 г.                                          |
| Подгорнов Николай Михайлович       | Вологодский (№ 35)                   | глава администрации Вологодской области | ↓  |                                                               |
| Подопригора Владимир Николаевич    | Удмуртский (№ 18)                    | руководитель Аппарата Федерального Собрания РФ (до января 1994 г.) |    |                                                               |
| Позгалёв Вячеслав Евгеньевич       | Вологодский (№ 35)                   | мэр города Череповца | ↓  |                                                               |
| Полежаев Леонид Константинович     | Омский (№ 55)                        | глава администрации Омской области | ↓  |                                                               |
| Пономарёв Алексей Филиппович       | Белгородский (№ 31)                  | проректор Белгородской сельскохозяйственной академии |    |                                                               |
| Потапов Леонид Васильевич          | Бурятский (№ 3)                      | председатель Верховного Совета Республики Бурятия; Президент Республики Бурятия (с июля 1994 г.) | ↓  |                                                               |
| Премьяк Пётр Григорьевич           | Камчатский (№ 41)                    | временно не работающий (бывший председатель Камчатского облсовета) |    |                                                               |
| Прусак Михаил Михайлович           | Новгородский (№ 53)                  | глава администрации Новгородской области | ↓  |                                                               |
| Расторгуев Валерий Николаевич      | Тверской (№ 69)                      | заведующий кафедрой философии Тверского государственного университета |    |                                                               |
| Рахимов Муртаза Губайдуллович      | Башкирский (№ 2)                     | председатель Верховного Совета Республики Башкортостан; Президент Республики Башкортостан (с 25.12.1993) | ↓  |                                                               |
| Рокецкий Леонид Юлианович          | Тюменский (№ 72)                     | глава администрации Тюменской области | ↓  |                                                               |
| Романов Пётр Васильевич            | Енисейский (№ 24)                    | генеральный директор ПО «Красноярский химкомбинат „Енисей“» |    | до 15 января 1996 г.                                          |
| Романовский Михаил Александрович   | Сахалинский (№ 65)                   | президент АО «Сахалинское морское пароходство»; 1-й заместитель директора департамента морского транспорта Министерства транспорта РФ (с июля 1994 г.) |    |                                                               |
| Россель Эдуард Эргартович          | Свердловский (№ 66)                  | временно не работающий (бывший глава администрации Свердловской области); председатель Свердловской областной думы (с 28.04.1994); Губернатор Свердловской области (с 23.08.1995) | ↓  |                                                               |
| Рябов Александр Иванович           | Тамбовский (№ 68)                    | временно не работающий (бывший председатель Тамбовского облсовета); председатель Тамбовской областной думы (с апреля 1994 г.); глава администрации Тамбовской области (с декабря 1995 г.) | ↓  |                                                               |
| Саблин Леонид Иванович             | Ненецкий (№ 83)                      | начальник Ненецкого регионального отдела Госкомсевера; заместитель председателя Ненецкого окружного собрания депутатов (с июня 1994 г.) |    |                                                               |
| Сергеенков Владимир Нилович        | Кировский (№ 43)                     | ректор Института социально-экономических проблем | ↓  | до 15 января 1996 г.                                          |
| Сидоренко Владимир Романович       | Псковский (№ 60)                     | президент агрофирмы «Черская» |    |                                                               |
| Смолин Олег Николаевич             | Омский (№ 55)                        | доцент кафедры Омского государственного педагогического института им. А.М. Горького |    | до 15 января 1996 г.                                          |
| Спиридонов Юрий Алексеевич         | Сыктывкарский (№ 11)                 | председатель Верховного Совета Республики Коми; Глава Республики Коми (с мая 1994 г.) | ↓  |                                                               |
| Стариков Анатолий Ильич            | Челябинский (№ 74)                   | генеральный директор АО «Магнитогорский металлургический комбинат» |    | избран 15 мая 1994 г., полномочия признаны 31 мая 1994 г.     |
| Стародубцев Василий Александрович  | Тульский (№ 71)                      | председатель племзавода-колхоза им. Ленина | ↓  |                                                               |
| Степанов Виктор Николаевич         | Карельский (№ 10)                    | председатель Верховного Совета Республики Карелия; председатель Правительства Республики Карелия (с июля 1994 г.) | ↓  |                                                               |
| Стригин Владимир Павлович          | Карачаево-Черкесский (№ 9)           | председатель Зеленчукского районного суда |    |                                                               |
| Строев Евгений Алексеевич          | Рязанский (№ 62)                     | ректор Рязанского медицинского института им. академика И.П. Павлова |    |                                                               |
| Строев Егор Семёнович              | Орловский (№ 57)                     | глава администрации Орловской области | ↓  |                                                               |
| Стуров Владимир Константинович     | Эвенкийский (№ 88)                   | глава администрации Байкитского района |    |                                                               |
| Сударенков Валерий Васильевич      | Калужский (№ 40)                     | временно не работающий (бывший председатель Калужского облсовета); председатель Законодательного собрания Калужской области (с апреля 1994 г.) | ↓  |                                                               |
| Суриков Александр Александрович    | Алтайский (№ 22)                     | временно не работающий (бывший председатель Алтайского крайсовета); председатель Законодательного собрания Алтайского края (с апреля 1994 г.) | ↓  |                                                               |
| Суслов Владимир Антонович          | Тверской (№ 69)                      | глава администрации Тверской области (до декабря 1995 г.) |    |                                                               |
| Тарасенко Василий Георгиевич       | Самарский (№ 63)                     | заведующий юридической консультацией |    |                                                               |
| Титкин Александр Алексеевич        | Тульский (№ 71)                      | президент финансово-инвестиционной компании «Технологии и инвестиции России (ТиРосс)» |    |                                                               |
| Титов Константин Алексеевич        | Самарский (№ 63)                     | глава администрации Самарской области | ↓  |                                                               |
| Тихомиров Владислав Николаевич     | Ивановский (№ 37)                    | временно не работающий (бывший председатель Ивановского облсовета); председатель Законодательного собрания Ивановской области (с апреля 1994 г.) | ↓  |                                                               |
| Тулеев Аман-гельды Молдагазыевич   | Кемеровский (№ 42)                   | временно не работающий (бывший председатель Кемеровского облсовета); председатель Законодательного собрания Кемеровской области (с апреля 1994 г.) | ↓  |                                                               |
| Туманов Владислав Николаевич       | Псковский (№ 60)                     | глава администрации Псковской области | ↓  |                                                               |
| Тяжлов Анатолий Степанович         | Московский областной (№ 50)          | глава администрации Московской области | ↓  |                                                               |
| Усс Александр Викторович           | Эвенкийский (№ 88)                   | начальник правового управления администрации Красноярского края | ↓↓ |                                                               |
| Фатеев Валерий Петрович            | Смоленский (№ 67)                    | заместитель министра экономики РФ; заместитель председателя Госкомимущества (с 29.07.1994) |    |                                                               |
| Федосеев Анатолий Михайлович       | Коми-Пермяцкий (№ 81)                | адвокат Кудымкарской юридической консультации; заведующий Кудымкарской юридической консультацией (с апреля 1994 г.) |    |                                                               |
| Филатов Анатолий Васильевич        | Таймырский (Долгано-Ненецкий) (№ 84) | президент РАО «Норильский никель», гендиректор Норильского горно-металлургического комбината им. А.П. Завенягина |    |                                                               |
| Филимонов Леонид Иванович          | Томский (№ 70)                       | гендиректор АООТ «Томскнефть», президент Восточной нефтяной компании |    |                                                               |
| Филипенко Александр Васильевич     | Ханты-Мансийский (№ 86)              | глава администрации Ханты-Мансийского автономного округа | ↓  |                                                               |
| Хетагуров Сергей Валентинович      | Северо-Осетинский (№ 15)             | председатель Совета Министров Республики Северная Осетия (до января 1994); заместитель министра РФ по делам гражданской обороны, чрезвычайным ситуациям и ликвидации последствий стихийных бедствий (с 12.02.1994) |    |                                                               |
| Хлыстун Виктор Николаевич          | Усть-Ордынский (№ 85)                | министр сельского хозяйства Российской Федерации (до 27.10.1994); заместитель председателя правления Агропромбанка (с 1994 г.) |    |                                                               |
| Хубиев Владимир Исламович          | Карачаево-Черкесский (№ 9)           | глава администрации — председатель Совета Министров Карачаево-Черкесской Республики | ↓  |                                                               |
| Худяев Вячеслав Иванович           | Сыктывкарский (№ 11)                 | председатель Совета Министров Республики Коми |    |                                                               |
| Цветков Александр Сергеевич        | Новгородский (№ 53)                  | гендиректор, председатель совета ассоциации ПО «Квант» |    |                                                               |
| Цветков Валентин Иванович          | Магаданский (№ 49)                   | генеральный директор АО «Магаданнеруд» | ↓↓ | до 15 января 1996 г.                                          |
| Чаптынов Валерий Иванович          | Горно-Алтайский (№ 4)                | председатель Верховного Совета Республики Алтай; председатель Государственного Собрания Республики Алтай (с 1994 г.) | ↓  |                                                               |
| Черкесов Георгий Маштаевич         | Кабардино-Балкарский (№ 7)           | премьер-министр Кабардино-Балкарской Республики |    |                                                               |
| Черниченко Михаил Николаевич       | Адыгейский (№ 1)                     | глава администрации города Майкопа |    |                                                               |
| Черниченко Юрий Дмитриевич         | Московский городской (№ 77)          | писатель |    |                                                               |
| Чехов Юрий Викторович              | Волгоградский (№ 34)                 | глава администрации города Волгограда |    |                                                               |
| Чуб Владимир Фёдорович             | Ростовский (№ 61)                    | глава администрации Ростовской области | ↓  |                                                               |
| Шабунин Иван Петрович              | Волгоградский (№ 34)                 | глава администрации Волгоградской области | ↓  |                                                               |
| Шаймиев Минтимер Шарипович         | Татарстанский (№ 16)                 | Президент Республики Татарстан | ↓  | избран 13 марта 1994 г., полномочия признаны 5 апреля 1994 г. |
| Шафраник Юрий Константинович       | Ханты-Мансийский (№ 86)              | министр топлива и энергетики Российской Федерации |    |                                                               |
| Швецов Валерий Николаевич          | Мордовский (№ 13)                    | председатель Совета Министров — Правительства Республики Мордовия |    | умер 25 сентября 1995 г.                                      |
| Ширшов Пётр Петрович               | Брянский (№ 32)                      | временно не работающий (бывший председатель Брянского горсовета) |    |                                                               |
| Шляпин Михаил Александрович        | Магаданский (№ 49)                   | начальник кооперативно-государственного проектно-промышленного строительно-производственного объединения «Магаданагропромстрой» |    |                                                               |
| Шойхет Яков Нахманович             | Алтайский (№ 22)                     | заместитель председателя Комитета Администрации Алтайского края по ликвидации последствий многолетнего воздействия ядерных взрывов на Семипалатинском полигоне, проректор по научной работе, заведующий кафедрой хирургии Алтайского государственного медицинского института                                                                              |    |                                                               |
| Штейн Павел Семёнович              | Амурский (№ 28)                      | временно не работающий (бывший заместитель главы администрации Амурской области) |    |                                                               |
| Шумейко Владимир Филиппович        | Калининградский (№ 39)               | 1-й заместитель Председателя Совета Министров — Правительства РФ (до 20.01.1994) |    |                                                               |
| Шутеев Василий Иванович            | Курский (№ 46)                       | глава администрации Курской области | ↓  |                                                               |
| Щапов Юрий Степанович              | Хакасский (№ 19)                     | генеральный директор АО «Компания „Хакасуголь“» |    |                                                               |
| Эстерлейн Эдуард Яковлевич         | Якутский (№ 14)                      | глава администрации города Нерюнгри |    |                                                               |
| Эттырынтына Майя Ивановна          | Чукотский (№ 87)                     | временно не работающая (бывший член Верховного Совета РФ на постоянной основе) |    |                                                               |

* одиночной стрелкой вниз (↓) обозначены депутаты, ставшие в январе 1996 года членами Совета Федерации по должности, двойной стрелкой вниз (↓↓) — депутаты, становившиеся членами Совета Федерации в последующие месяцы и годы